# Carolin Emcke
Carolin Emcke   (Mülheim del Ruhr, 18 d'agost de 1967) és una periodista i filòsofa, una de les principals veus del panorama intel·lectual i cultural alemany.

## Trajectòria
És columnista del diari Süddeutsche Zeitung i ha estat redactora i reportera internacional per a les publicacions Die Zeit i Der Spiegel, període durant el qual va viatjar a diverses zones en conflicte com ara Colòmbia, Kosovo, l'Iraq o l'Afganistan. Emcke va estudiar filosofia a la London School of Economics, Harvard i a l'Institut de Recerca Social de Frankfurt sota la tutela d'Axel Honneth, i ha impartit docència a la Universitat Yale, entre altres centres.
Actualment Emcke combina la seva tasca periodística amb el comissariat i la presentació dels cicles de converses Streitraum a Berlín i ABC der Demokratie a Hannover. La seva tasca de denúncia de la violència, la xenofòbia i la LGTBI-fòbia i en favor dels drets humans l'han fet mereixedora del Premi de la Pau dels llibreters alemanys (2016) o el Premi Theodor Wolff atorgat pel gremi de periodistes d'Alemanya (2008), entre altres guardons. Ha publicat en castellà Contra el odio (Taurus, 2017) i Modos del deseo (Tres puntos, 2018).
El gener de 2021, fou una de les 50 personalitats que signar el manifest «Dialogue for Catalonia», promogut per Òmnium Cultural i publicat a The Washington Post i The Guardian, a favor de l'amnistia dels presos polítics catalans i del dret d'autodeterminació en el context del procés independentista català. Els signants lamentaren la judicialització del conflicte polític català i conclogueren que aquesta via, lluny de resoldre'l, l'agreuja: «ha comportat una repressió creixent i cap solució». Alhora, feren una crida al «diàleg sense condicions» de les parts «que permeti a la ciutadania de Catalunya decidir el seu futur polític» i exigiren la fi de la repressió i l'amnistia per als represaliats.

## Obra publicada
- Kollektive Identitäten. Sozialphilosophische Grundlagen. Campus, Frankfurt am Main / New York NY 2000, ISBN 3-593-36484-0 (Dissertation Universität Frankfurt 1998, 360 Seiten); 2. Auflage 2010, ISBN 978-3-593-39222-6.
- . Fischer, Frankfurt am Main 2004, ISBN 3-10-017013-X (Die ursprünglichen Texte wurden von Sebastian Vogel aus dem Englischen übersetzt und für die Druckfassung von der Autorin überarbeitet).
- . Princeton University Press, Princeton/Oxford 2007, ISBN 978-0-691-12903-7.
- Stumme Gewalt. Nachdenken über die RAF. S. Fischer, Frankfurt am Main 2008, ISBN 978-3-10-017017-0 (mit Beiträgen von Winfried Hassemer und Wolfgang Kraushaar).
- Wie wir begehren. S. Fischer, Frankfurt am Main 2012, ISBN 978-3-10-017018-7.
- Weil es sagbar ist: Über Zeugenschaft und Gerechtigkeit. S. Fischer, Frankfurt am Main 2013, ISBN 978-3-10-017019-4.
- Denk mal! Anregungen von Roger Willemsen, Carolin Emcke, Nina Pauer, Harald Welzer, Stefan Klein u. a. S. Fischer, Frankfurt am Main 2014, ISBN 978-3-596-03080-4.
- Gegen den Hass. Essay. Fischer, Frankfurt am Main 2016, ISBN 978-3-10-397231-3.
- Ja heißt Ja und ... S. Fischer, Frankfurt am Main .
- Ja heißt Ja und … Ein Monolog. S. Fischer, Frankfurt am Main 2019, ISBN 978-3103974621.
- Journal. Tagebuch in Zeiten der Pandemie. S. Fischer, Frankfurt am Main 2021, ISBN 978-3-10-397094-4.
- Für den Zweifel Gespräche mit Thomas Strässle. Kampa Verlag, Zürich 2022, ISBN 978-3-311-14036-8.
- Was wahr ist. Über Gewalt und Klima. Wallstein Verlag, Göttingen 2024, ISBN 978-3-8353-5625-2. Traduït al català per Cristina Zelich com “El que és veritat. Sobre la violència i el clima”, editorial Arcàdia, 2025.

## Entrevistes
- Carolin Emcke über Homophobie. Interview die tageszeitung, 28 de gener, 2014
- Autorin Carolin Emcke im Gespräch mit René Aguigah, 54 Minuten, Deutschlandfunk, 21 de gener,  2018
- Ich habe an diesem Abend alles falsch gemacht, was man falsch machen kann, Republik (Magazin), 20 de maig, 2019
- Christoph Amend, Jochen Wegner. «Carolin Emcke, wie finden wir Glück?».
- “Si ets ètic, no pots acceptar la violència,” entrevista amb Xavier Mas de Xaxàs, La Vanguardia, 9 de juny, 2025.